# Petrus van Mastricht

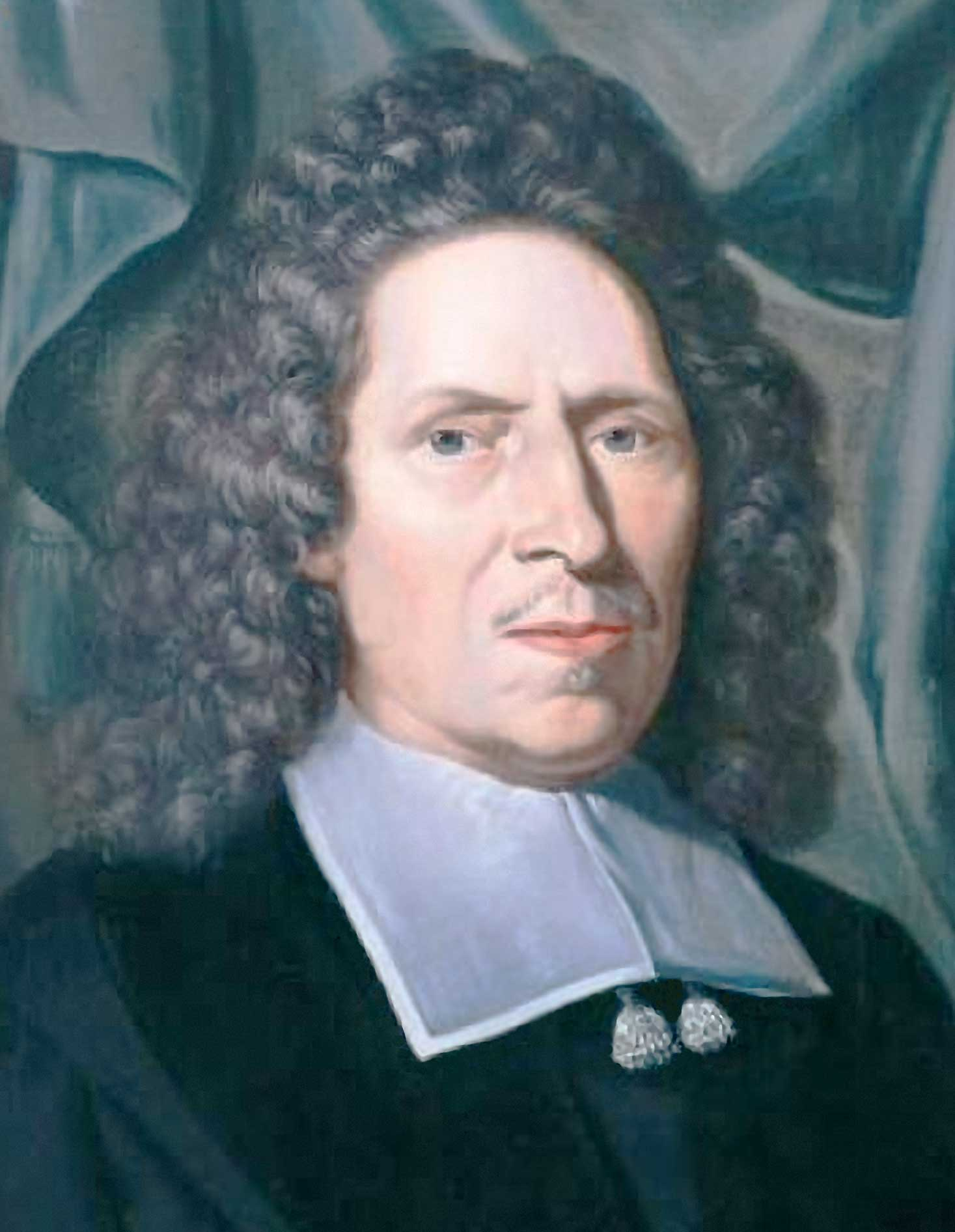
Petrus van Mastrich

Petrus van Mastricht (auch: Peter von Mastricht, Petri von Mastrigt, Pieter van Maesticht, Petro, Peter; * November 1630 in Köln; † 10. Februar 1706 in Utrecht) war ein deutscher Philologe und reformierter Theologe.

## Leben
Van Mastricht war der Sohn des reformierten Predigers Thomas von Mastrich und dessen Frau Jeanne de la Planque, die aus einer Familie aus den Niederlanden stammte. Sein Großvater Cornelius Schoning floh mit seiner Familie in der Regierungszeit des Herzogs von Alba von Mastricht nach Köln, wo die Familie den Nachnamen von Mastricht annahm. Der Rechtsgelehrte und Bremer Syndicus Gerhard von Mastricht war sein Bruder. Nachdem er am 23. Dezember 1630 die baptistische Taufe erhalten hatte, wuchs er im Umfeld der reformierten Gemeinde „unter dem Kreuz“ in Köln-Mülheim auf, wo er schon in jungen Jahren am Katechismusunterricht von Johannes Hoornbeek teilgenommen hatte. Hier erlitt er einen Unfall, der sein Bein verstümmelte, so dass er fortan mit Einschränkungen leben musste.
Seine erste akademische Ausbildung erhielt er an der Lateinschule in Duisburg, wo er ein Kommilitone von Theodor Undereyck war. 1647 bezog er die Universität Utrecht, um ein Studium der Theologie zu absolvieren. Hier wurden neben Hoornbeek, Gisbert Voetius und Carolus de Maets seine prägenden Lehrer auf dem Gebiet der theologischen Wissenschaften. So hatte er sich von diesen angeleitet mit dem Alten- und Neuen Testament auseinandergesetzt und die didaktische theologische Dogmatik bei den orthodoxen Vertretern der näheren Reformation kennengelernt. 1650 trat er in Utrecht mit der theologischen Disputation De esu sanguinis et suffocati ad Act. XV. in Erscheinung.
Angeblich soll er an der Universität Heidelberg und an der Universität Leiden weitere Studien betrieben haben. Jedoch lässt sich sein Name in den Matrikeln der Hochschulen nicht nachweisen. Nach einem kurzen Aufenthalt in England kehrte er nach Köln zurück, wo er unter die theologischen Kandidaten aufgenommen wurde. Noch im selben Jahr erfolgte ein Ruf von der reformierten Gemeinde in Xanten, wo er 1653 eine Stelle als Vikar antrat und in einem Umfeld agierte, welches sich sehr an der theologischen Richtung des Johannes Coccejus orientierte. Er blieb zwar mit der Köln-Mühlheimer Gemeinde in Kontakt, jedoch lehnte er eine Berufung dorthin ab.
1655 trat der damalige Theologieprofessor der neugegründeten Universität Duisburg Christoph Wittich (1625–1687) mit einer Disputation Theologica de Stylo Scripturae Quem adhibet cum de rebus naturalibus sermonem instituit (Duisburg 1655) über die cartesianische Philosophie des René Descartes auf, welcher er viel Sympathie schenkte. Hierauf trat Mastricht mit seiner ersten Schrift Vindicae veritatis et autoritatis sacrae scripturae in rebus Philosophicis adversus dissertationes D. Christopori Wittichii (Utrecht 1655) in Erscheinung, in welcher er sich erstmals als orthodoxer kalvinistische Theologe etablierte.
1662 folgte er einen Ruf an die reformierte Gemeinde in Glückstadt. Hier fand er ein ökumenisch tolerantes Umfeld vor. Es war ein Ort, wo Juden, Remonstranten, Gegendemonstranten und Mennoniten miteinander zusammenarbeiteten. Dieser Ort inspirierte ihn dazu, sein Werk Theologiae didactico-elenchtico-practicae Prodomus tribus speciminibus (Amsterdam, 1666, 2. Bde.) zu veröffentlichen. 1667 suchte der große Kurfürst Friedrich Wilhelm von Brandenburg Kontakt zu Mastricht und bot ihm eine Professur der hebräischen Sprache und eine außerordentliche Professur der praktischen Theologie an der preußischen reformierten Universität Frankfurt (Oder) an.
Diesem Angebot folgte er 1668 und er trat das Amt mit der Rede Perpetua praxeos cum theoria in theologicis pariter et theologis Συμβιβασις, oratione inaugurali lectionibus Hebraeo-theologicis praemissa … accedit … programma invitatorium (Frankfurt (Oder), 1668) an. Um sich die dafür nötigen akademischen Grade zu erwerben, ging er 1669 an die Universität Duisburg, wo er den akademischen Grad eines Magisters der Philosophie erwarb und zum Doktor der Theologie promovierte. Dazu hatte er die Disputation De Naturae Theologiae und die Rede De Nomine et Omine doctoris Theologi abgehalten. Über die weitere Wirkungszeit von Mastricht in Frankfurt ist wenig bekannt. Denn er war nicht lange dort tätig.
1670 wechselte er als Nachfolger von Martin Hund (1624–1666) als Professor der Theologie und hebräischen Sprache an die Universität Duisburg. In Duisburg wurde er 1673 Rektor der Akademie. Er verfasste hier seine Werke De fide salvifica syntagma theoretico-practicum, in quo fidei salvifatione de membris Ecclesiae visiblis, seu admittendis, seu rejicendis (Duisburg 1671) und Novitatum Cartesianarum Gangrena, corpis Theologici nobiliores plerasque partes arrodens; seu theologia Cartesiana detecta (Amsterdam 1677, auch unter dem Titel: Theologia cartesiana detecta, seu gangraena cartesiana, nobiliores plerasque corpis theoloci partes arrodens et exedens. Deventer 1716).
Nachdem sein alter Lehrer Voetius 1676 in Utrecht gestorben war, erhielt er am 12. Juni 1677 eine Berufung als dessen Nachfolger an die Universität Utrecht. Diese Stelle trat er am 7. September 1677 mit der Rede Oratio de academiae ultrajectinae voto symbolico: sol justitiae illustra nos (Utrecht 1677) an. In Utrecht beteiligte er sich ebenso an den organisatorischen Aufgaben der Akademie und war 1682/83 Rektor der Alma Mater. In Utrecht entstanden seine damals nicht unbedeutenden Werke Theoretico-practica theologia, qua, per capita theologica, pars exegetica, dogmatica, elenchtica et practica, perpetua successione conjugantur (Amsterdam 1682–1687, 2. Bde.) und Editio nova, priori multo emendatior, et tertia saltem parte auctior. Accedunt: Historia ecclesiastica plena fere, quanquam compendiosa: Idea theologiae moralis Hypotyposis theologiae asceticae et c. Proin opus quasi novum (Utrecht 1698, 1715, 1724).
In seinen letzten Lebensjahren konnte er seine Überzeugungen der calvinistischen Orthodoxie nur sehr begrenzt durchsetzen. Einerseits litt er unter den Gebrechen seines Alters, anderseits etablierte sich zunehmend ein aufklärischer Kontext in den Niederlanden. Nach einem Sturz von der Küchentreppe starb er an den sich dabei zugezogenen Verletzungen. Am 24. Februar 1706 wurde sein Leichnam in der St.-Katharinen-Kathedrale in Utrecht, in der auch sein Lehrer Voetius begraben wurde, beigesetzt und Henricus Pontanus (1662–1714) hielt ihm die Leichenrede. Der unverheiratet gebliebene Mastricht hinterließ per testamentarischer Verfügung 500 Gulden für Utrechter Diakone und 24000 Gulden als Stipendien für reformierte Theologiestudenten an der Utrechter Hochschule.